# Miglieglia
Miglieglia (lmo. Mijoja) – miejscowość i gmina w południowej Szwajcarii, w kantonie Ticino, w okręgu (distretto) Lugano, w powiecie (circolo) Breno. 

## Demografia
W Miglieglii mieszka 321 osób. W 2021 roku 18,4% populacji gminy stanowiły osoby urodzone poza Szwajcarią. 